# キャンプ・ミーティング

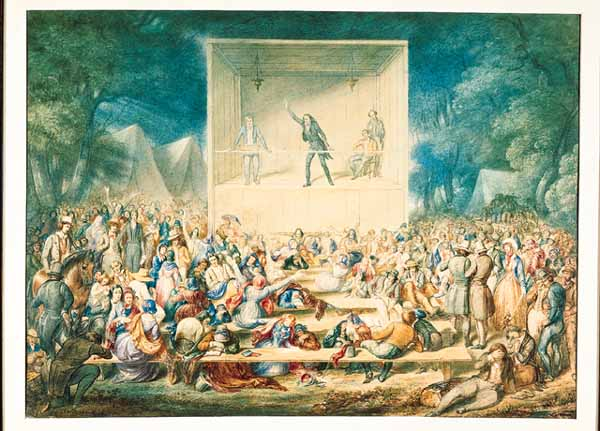
1839年頃の野外礼拝を描いた水彩画（ニューベドフォード捕鯨博物館）

キャンプ・ミーティング（camp meeting、野営天幕集会、伝道集会）とは、アメリカ合衆国の開拓期にキリスト教の長老派教会からはじまった集会様式（）。

## 概要
18世紀のアメリカにおいて、未踏の荒野への何千人もの移住は、ある種の宗教的真空状態を引き起こしていた。礼拝のできる家がほとんどなかっただけではなく、正規に任職された聖職者の不足はより深刻であった。「キャンプ・ミーティング」は、こういった状況のなかから現れた革新的な対応策であった。
宗教的集会の開催は口伝えに広められた。当時の原始的な交通手段のために、これらの会合が居住地より数マイル以上離れたところで開催されるなら、出席希望者は外泊を覚悟せざるを得ず、適切な宿泊施設もお金もないにもかかわらず、彼らは開催期間中はその場所や近くでキャンプするなどして、居残ることを切望した。
大規模な野外礼拝には、真摯な信仰的情熱と関心から多くの人が広い地域から出席し、または好奇心と困難な辺境地のでの開拓生活における休息のつもりでやってきた者も、その多くが改心させられた。

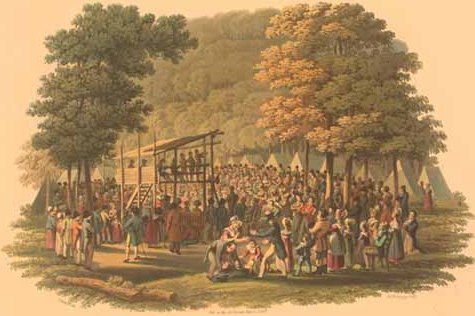
1819年のメソジストの野外礼拝の版画（アメリカ合衆国国会図書館）

彼らの日常から解放されての集会期間の間、これらの集会は、伝統的な礼拝様式とは異なり、出席者に切れ目ない礼拝を提供した。しばしば数時間を超える一人の説教が終わると、別の者が立ち上がって前の者に代わった。これらの会合は、アメリカ合衆国の第二次大覚醒として知られる信仰復興に多大な貢献をした。特に大規模で成功したキャンプ・ミーティングには、1801年のケンタッキー州ケーンリッジで開かれたものがあり、宗教回復運動（Restoration Movement）の発足とみなされるものである。
1867年ニュージャージー州ヴィンランドでの最初のホーリネス運動のキャンプ・ミーティングの結果、彼らは南北戦争の余波の中で、幅広い認知と実質的な人気を獲得した。
ニュージャージー州オーシャングローヴに、1869年に創立されたコミュニティは「Queen of the Victorian Methodist Camp Meetings」と呼ばれた。19世紀の終わり、心霊主義の信者もまたアメリカ合衆国中でキャンプ・ミーティングを催した。
1807年、イギリスのモウコップ（Mow Cop）地方で最初のキャンプ・ミーティングが開催された。英国メソジスト教会（Methodist Church of Great Britain）はこれに反対し、「普通の礼拝以外のことを催す傾向がある」として、後にヒュー・ボーン（Hugh Bourne）を追放した。この事件が最終的に「原始メソジスト教会（the Primitive Methodism Church）」の形成に通じることになる
1815年、現在のオハイオ州トロントで、シュガーグローヴメソジスト監督教会の牧師であるJ・M・ブレイ師は、年に一度のキャンプ・ミーティングを始め、それは1875年に、現在のホロウロック聖霊キャンプ・ミーティング協会によって購入されたことで超教派となった。今日もキャンプ・ミーティングを運営しているその協会は、アメリカ合衆国に現存する最古のキリスト教のキャンプ・ミーティングであると主張する。
アメリカ合衆国のキャンプ・ミーティングは長い間広大な規模で開催され続け、現在も開催されているものもある。主にペンテコステ派の集団だが、いくつかの他のプロテスタントや心霊主義の宗派も行っている。リバイバル集会（revival meeting）は、しばしば、辺境地の野外礼拝の精神を現代に再現した試みと論じられる。